# Герб Долини
Герб Доли́ни — офіційний символ міста Долини Івано-Франківської області, затверджений рішенням № 1319 34-ї сесії Долинської міської ради V скликання 8 травня 2009 року.

## Опис герба
Герб подано у вигляді щита, обрамленого картушем і увінчаного короною.
На блакитному тлі в центрі щита зображено 5 топок солі білого кольору в два ряди: три знизу і дві зверху, які символізують солеварні промисли, що сприяли виникненню, розвитку та зростанню Долини.
Щит обрамлено картушем жовтого кольору. Корона жовтого кольору символізує набуття містом магдебурзького права. Елементи герба (щит, картуш, корона, топки) мають золотисте обрамлення.

## Критика герба
В історичному гербі Долини зверху було три топки, внизу — дві. Недоречною є королівська корона, яка не відповідає ні нормам сучасної української муніципальної геральдики, ні теперішньому статусу міста.